# 앤드루 크룩섕크
앤드루 크룩섕크(영어: Andrew Cruickshank, 1907년 12월 25일 ~ 1988년 4월 29일)는 영국 스코틀랜드의 배우이다.
애버딘에서 태어났으며 런던에서 사망하였다.

## 영화
- 서재의 죽음 (1984년)
- 크라운 코트 (1972년)
- 맥긴티 부인의 죽음 (1964년)
- 수도사 바비 (1961년)
- 엘 시드 (1961년)
- 키드내피드 (1960년)
- 39 계단 (1959년)
- 에스더 코스텔로의 이야기 (1957년)
- 라플라타 강의 전투 (1956년)
- 리차드 3세 (1956년)